# Берија де Сус (Олт)
Берија де Сус (рум. Beria de Sus) насеље је у Румунији у округу Олт у општини Опорелу. Oпштина се налази на надморској висини од 205 m.

## Становништво
Према подацима из 2002. године у насељу је живело 238 становника, од којих су сви румунске националности.